# Artur Bruno
Artur José Vieira Bruno (Fortaleza, 4 de agosto de 1959) é um pedagogo, professor e político brasileiro filiado ao Partido dos Trabalhadores (PT). É professor de Geografia e História em cursos pré-vestibulares e em faculdades particulares em Fortaleza.

## Biografia

Artur José Vieira Bruno é graduado em Pedagogia, sócio do Instituto Histórico, Geográfico e Antropológico do Ceará, membro da Academia Fortalezense de Letras e autor de 12 livros. Há 47 anos dedica-se ao magistério, como professor de Geografia e História, nos diferentes segmentos da educação. É o atual Presidente do IPPLAN (Instituto de Pesquisa e Planejamento de Fortaleza), ex-Assessor Especial para Assuntos Municipais do Governo do Estado do Ceará (2023-2024), ex-Secretário do Meio Ambiente (2015-2022) e ex-Secretário do Trabalho e Desenvolvimento Social. Exerceu um mandato como deputado federal (2011-2014), quatro vezes deputado estadual (1995-2010) e duas vezes vereador de Fortaleza (1989-1994). Foi membro do Conselho Estadual de Cultura e ex-Presidente do Conselho Estadual do Meio Ambiente.
A comunidade chinesa do Brasil deu ao deputado Artur Bruno o nome chinês de Bai Zhiren (Chinês tradicional ou Chinês simplificado: 白智仁)